# Alpsko smučanje na Zimskih olimpijskih igrah 1956
Alpsko smučanje na Zimskih olimpijskih igrah 1956. Olimpijska prvakinja v smuku je postala Madeleine Berthod, v veleslalomu Ossi Reichert, v slalomu pa Renée Colliard, pri moških pa je trojni olimpijski prvak postal Toni Sailer. Tekmovanje je štelo tudi za Svetovno prvenstvo, kombinacija je štela le za svetovno prvenstvo.

## Dobitniki medalj

### Moški
| Tekma                                                  | Zlato       | Srebro          | Bron            |
| Smuk podrobno                                          | Toni Sailer | Raymond Fellay  | Anderl Molterer |
| Veleslalom podrobno                                    | Toni Sailer | Anderl Molterer | Walter Schuster |
| Slalom podrobno                                        | Toni Sailer | Čiharu Igaja    | Stig Sollander  |
| le za svetovno prvenstvo, ni del olimpijskega programa |             |                 |                 |
| Kombinacija                                            | Toni Sailer | Charles Bozon   | Stig Sollander  |

### Ženske
| Tekma                                                  | Zlato             | Srebro        | Bron               |
| Smuk podrobno                                          | Madeleine Berthod | Frieda Dänzer | Lucille Wheeler    |
| Veleslalom podrobno                                    | Ossi Reichert     | Putzi Frandl  | Thea Hochleitner   |
| Slalom podrobno                                        | Renée Colliard    | Regina Schöpf | Jevgenija Sidorova |
| le za svetovno prvenstvo, ni del olimpijskega programa |                   |               |                    |
| Kombinacija                                            | Madeleine Berthod | Frieda Dänzer | Giuliana Minuzzo   |